# Castleshane
Castleshane è un cavallo da corsa che è stato addestrato nel Lincolnshire da Steve Gollings da quando si è trasferito in Gran Bretagna dall'Irlanda nel 2000. In totale il cavallo ha vinto 8 gare in piano e 2 gare di salti ed è stato piazzato 23 volte. 